# 小行星15604
小行星15604（15604 Fruits）是一颗绕太阳运转的小行星，为主小行星带小行星。该小行星于2000年4月7日发现。

## 轨道参数
小行星15604的轨道半长轴为2.2702378 UA，离心率为0.183。